# Rådhusbryggerne
Rådhusbryggerne er  fire moler i Oslo Havn som ligger ved Rådhuspladsen mellem Akershusstranda og Aker Brygge foran Oslo Rådhus. Udstikkerne på Rådhusbryggene er base for blandt andet både til Bygdøy, Nesodden og øerne i havnebassinet, charterbåde, veteranbåde og turistbåde for cruisevirksomhet i Oslofjorden. På brygge 4 er der salg af fisk fra lokale fiskebåde. Midt mellem brygge 2 og 3 ligger Honnørbryggen.

## Bryggerne
Rådhusbrygge 1 er den østligste og ligger nærmest Akershus Slot. Brygge 1 er 178 meter lang, brygge 2 er 308 meter, brygge 3 er 310 meter og brygge 4, den vestligste af bryggerne (nærmest Aker Brygge og den tidligere Vestbanestasjonen), er 175 meter lang.
Fra Rådhusbrygge 4 går blandt andet båden til Bygdøy, med stop ved Dronningen og Bygdøyneset, bådene til Nesodden og, fra 21. mars 2015, bådene til øerne i havnebassinet: Hovedøya, Langøyene, Gressholmen, Lindøya, Bleikøya og Nakholmen. 
Bryggerne blev  tidligere kaldt Udstikker 1, Udstikker 2 og så videre i rækkefølge fra fæstningen mod Aker Brygge. Udstikkerne 1 og 2 var da i brug for «pappabådene», passagerbådene som gik i rute til havnestederne i Bunnefjorden og Indre Oslofjord, efterhånden omtalt som Nesoddbåtene. Færgerne til Nesoddtangen blev drevet af Nesodden-Bundefjord Dampskipsselskap frem til sommeren 2009 da rederiet Norled (tidligere Tide Sjø) overtog. Ved Udstikker 3 havde skoleskibet Christian Radich kajplads.  

### Gamle og nye billeder
- Rådhuspladsen og Rådhusbryggerne set vestover fra Akershus fæstnings side over Pipervika til Aker Brygge. Oslo Rådhus til højre. Havnepromenaden går langs vandet.

- Gammelt bilede af havneliv i Pipervika i Oslo
Foto: Riksantikvaren
- I forbindelse med Bjørnstjerne Bjørnsons begravelse 3. maj 1910 var Piperviksbryggene, Pipervika og Akershuskaia var fyldt af en sørgende folkemasse. 
Foto: Oslo byarkiv
- Fiskeskøjter og brændebåd i Pipervika 1919. 
Foto: Oscar Hvalbye / Oslo Museum
- Gammelt postkort med badefærgen Framnæs 5 til kajs ved Rådhuspladsen
Foto: Oslo byarkiv
- Akers mekaniske verksted med skib  i dok i 1957. Til venstre udstikkerne (Rådhusbryggene) foran Oslo Rådhus, i baggrunden Akershusstranda og Akershus festning.
Foto: Tveit-Hansen, Widerøes Flyveselskap / Oslo Museum
- Gammelt postkort med Rådhusbryggerne set mod Akershus Slot med udstikker A og B og nordre Akershuskaj. 
Foto: Oslo byarkiv
- Postkort af Akers mek. Verksted med skib ved Tingvallakaia og Oslo Rådhus, Pipervika, Rådhusbryggerne, Vika, vestre del af Akershusstranda og Akershus festning bag og til højre i billedet. Akers Mek. blev nedlagt i 1982.
- Rådhusbryggerne foran Rådhuspladsen og Oslo rådhus med Akershusstranda nedenfor Akershus Slot foran og til venstre i billedet.
Foto: Jim G, 2006
- Rådhusbryggerne med den gamle Vestbanestasjonen og Vika i baggrunden 2013. Helt til venstre ses Nesoddbåten.
- Terminalen på Rådhusbrygge 4 for lokalbådene til øerne i havnebassinet, taget i brug 21. marts 2015.
Foto: Helge Høifødt

## Honnørbryggen
Honnørbryggen er den midterste, korteste udstikker. Den har trapper mod vandet på begge sider, og bruges ved officiel modtagelse af statsoverhoveder som ankommer Oslo af søvejen.
Da den første Honnørbrygge stod færdig i 1887, blev festivitas i forbindelse med officielle besøg af søvejen flyttet fra Bjørvika til Pipervika. Der skete meget på bryggerne i Pipervika  og på et billede fra 1904 ses parkanlæg med bænke hvor folk kunne følge bådlivet.
- Polarfareren Fridtjof Nansen og mandskabet modtages som folkehelte på Honnørbryggen i september 1896 efter Fram-ekspeditionen
Foto: Marthinius Skøien /Nasjonalbiblioteket
- Dronning Maud, som døde i London 20. november 1938, blev ført til Norge med slagskibet «Royal Oak». Billedet viser folk som venter ved Honnørbryggen 26. november. Marinefartøyet til ankers er minelæggeren Olav Tryggvason. Akershusstranda til venstre.
Foto: Oslo Museum
- Modtagelsen af kong Haakon på Honnørbryggen 7. juni 1945, dagen da kongefamilien vendte tilbage til Norge efter anden verdenskrig.
Foto: Oslo Museum / digitaltmuseum.no
- Skulpturparken «Synken», med blandt andet fontæneskulptur af Emil Lie, på Rådhuspladsen med Honnørbryggen mod vandet.